# Сајпрес Гарденс (Флорида)
Сајпрес Гарденс (енгл. Cypress Gardens) насељено је место без административног статуса у америчкој савезној држави Флорида.

## Демографија
По попису из 2010. године број становника је 8.917, што је 73 (0,8%) становника више него 2000. године.
| Група             | 2000.         | 2010.         |
| Белци             | 8.122 (91,8%) | 7.671 (86,0%) |
| Афроамериканци    | 170 (1,9%)    | 401 (4,5%)    |
| Азијати           | 149 (1,7%)    | 170 (1,9%)    |
| Хиспаноамериканци | 274 (3,1%)    | 552 (6,2%)    |
| Укупно            | 8.844         | 8.917         |